# خورخي أوتيرو
خورخي أوتيرو (بالإسبانية: Jorge Otero)‏ (مواليد 28 يناير 1969) هو لاعب كرة قدم. يلعب مع منتخب إسبانيا لكرة القدم. سبق له أن لعب في كأس العالم لكرة القدم مع منتخب بلاده.

## السيرة الدولية
ظهر أوتيرو لأول مرة مع المنتخب الإسباني في 8 سبتمبر 1993، في فوز ودي 2–0 على تشيلي في أليكانتي، وكان مشاركًا في كأس العالم 1994 (مباراتان) وبطولة أمم أوروبا 1996 (واحدة).
خاض تسع مباريات دولية في أقل من ثلاث سنوات بقليل، وكان آخر ظهور له في البطولة الأخيرة، في تعادل 1-1 في دور المجموعات ضد فرنسا.

## روابط خارجية
- خورخي أوتيرو على موقع الاتحاد الدولي (مؤرشف)  (الإنجليزية)
- خورخي أوتيرو على موقع قاعدة بيانات كرة القدم.إي يو (الإنجليزية)
- خورخي أوتيرو على موقع ناشيونال فوتبول تيمز (الإنجليزية)